# Elon
Elon (hebr. אֵילֹן) – postać biblijna, według Księgi Sędziów (Sdz 12,11-12) dziesiąty sędzia Izraela. Pochodził z plemienia Zebulona, objął rządy po śmierci Ibsana. Panował przez dziesięć lat. Po śmierci został pochowany w Ajjalonie na terytorium Zebulonitów, utożsamianym z Chirbet el-Lon w Galilei. Jego następcą został Abdon.